# Coelichneumon opulentus
Coelichneumon opulentus là một loài tò vò trong họ Ichneumonidae.